# Russische Baureihe ЧВП
|  | Dieser Artikel wurde aufgrund von akuten inhaltlichen oder formalen Mängeln auf der Qualitätssicherungsseite des Portals Bahn eingetragen. Bitte hilf mit, die Mängel dieses Artikels zu beseitigen, und beteilige dich bitte an der Diskussion. Artikel, die nicht signifikant verbessert werden, können gelöscht werden. |

Die Russische Baureihe ЧВП (deutsche Transkription TschWP) waren Dampflokomotiven der Russischen Eisenbahn in Normalspur. Sie war im Russischen Kaiserreich in 17 Exemplaren beschafft worden und galt als eine Variante der Russischen Baureihe Ч.
Einige Lokomotiven wurden nach dem Ersten Weltkrieg bei den PKP eingesetzt und dort als Tp109 bezeichnet. Von den Lokomotiven wurden während des Zweiten Weltkrieges fünf Lokomotiven bei der Deutschen Reichsbahn als 55 6131–6135 im Dienst. Die Lokomotiven wurden Anfang der 1950er Jahre ausgemustert und verschrottet.

## Geschichte
Die Lokomotiven waren als letzte Entwicklung der Russischen Baureihe Ч mit Überhitzer für höhere Leistungen für die Warschau-Wiener Eisenbahn gebaut worden. Die zur Jahrhundertwende eingesetzten Lokomotiven ЧВГ erwiesen sich zur Zeit des Ersten Weltkrieges bei den steigenden Zuglasten den Anforderungen nicht mehr gewachsen.
Zwölf Lokomotiven lieferte die Lokomotivfabrik Kolomna (Fabriknummer 478–489) und fünf die Lokomotivfabrik Charkow (Fabriknummer 490–494). Die Herstellerkennzeichen waren ab 1912 ein zusätzlicher Unterstrich ЧВПK für Kolomna-Loks bzw. ЧВПХ für Charkow-Loks.
Die Normalspurlokomotiven konnten leicht auf Russische Breitspur umgespurt werden. Elf Lokomotiven wurden nach dem Ersten Weltkrieg umgespurt und kamen nach der Oktoberrevolution in den Bestand der SŽD. Ihr weiteres Schicksal ist nicht bekannt, es kann aber davon ausgegangen werden, dass sie bald durch leistungsfähigere Baureihen wie die Russische Baureihe О oder die Russische Baureihe Ѵ ersetzt wurden.

### PKP-Baureihe Tp109
Sechs Lokomotiven verblieben bei den PKP und wurden 1926 als Tp109-1–6 bezeichnet. Beheimatet waren sie in Warschau und dort bis auf die Tp109-6, deren Verbleib unbekannt ist, bis zum Zweiten Weltkrieg in Betrieb.
Die Tp109-3 kam 1945 wieder zur PKP zurück und wurde bis Oktober 1952 im Raum Kraków verwendet, 1963 wurde sie verschrottet.

### DR-Baureihe 55.61
Fünf dieser bei den PKP vor dem Zweiten Weltkrieg eingesetzten Lokomotiven wurden nach dem Überfall auf Polen als 55 6131–6135 in den Bestand der Deutschen Reichsbahn eingereiht. Ihre Einsätze sind nicht bekannt. Bei Kriegsende kam ein Exemplar nach Jugoslawien und wurde nicht wieder eingesetzt.
Drei Lokomotiven befanden sich zum Kriegsende im Bereich der Deutschen Bundesbahn und wurden bis 1951 verschrottet. Die Tp109-3 wurde wieder unter dieser Nummer an die PKP zurückgegeben.